# Weltpflanzenrat
Der Weltpflanzenrat (Global Plant Council) ist ein Zusammenschluss von nationalen, regionalen und internationalen Fachgesellschaften für Pflanzen-, Nutzpflanzen- und Agrarwissenschaften. Der im Jahr 2009 gegründete, gemeinnützige Rat vereint Menschen, die Pflanzen und Nutzpflanzen erforschen, Pflanzen-, Nutzpflanzen- und Agrarwissenschaften lehren und sich mit Themen auseinandersetzen, die nicht an Landesgrenzen Halt machen.
Dazu will der Rat die Pflanzenwissenschaften fördern, die internationale Zusammenarbeit der Forscher unterstützen, ihr Wissen und Ressourcen bereitstellen und alle darin Involvierten in einem unabhängigen Forum zusammenbringen. Im September 2015 vereinte er 29 Fachgesellschaften, und damit mehr als 55.000 Pflanzen- und Nutzpflanzenwissenschaftler aus Europa, Amerika, Afrika, Asien und Australien.